# UDFy-38135539

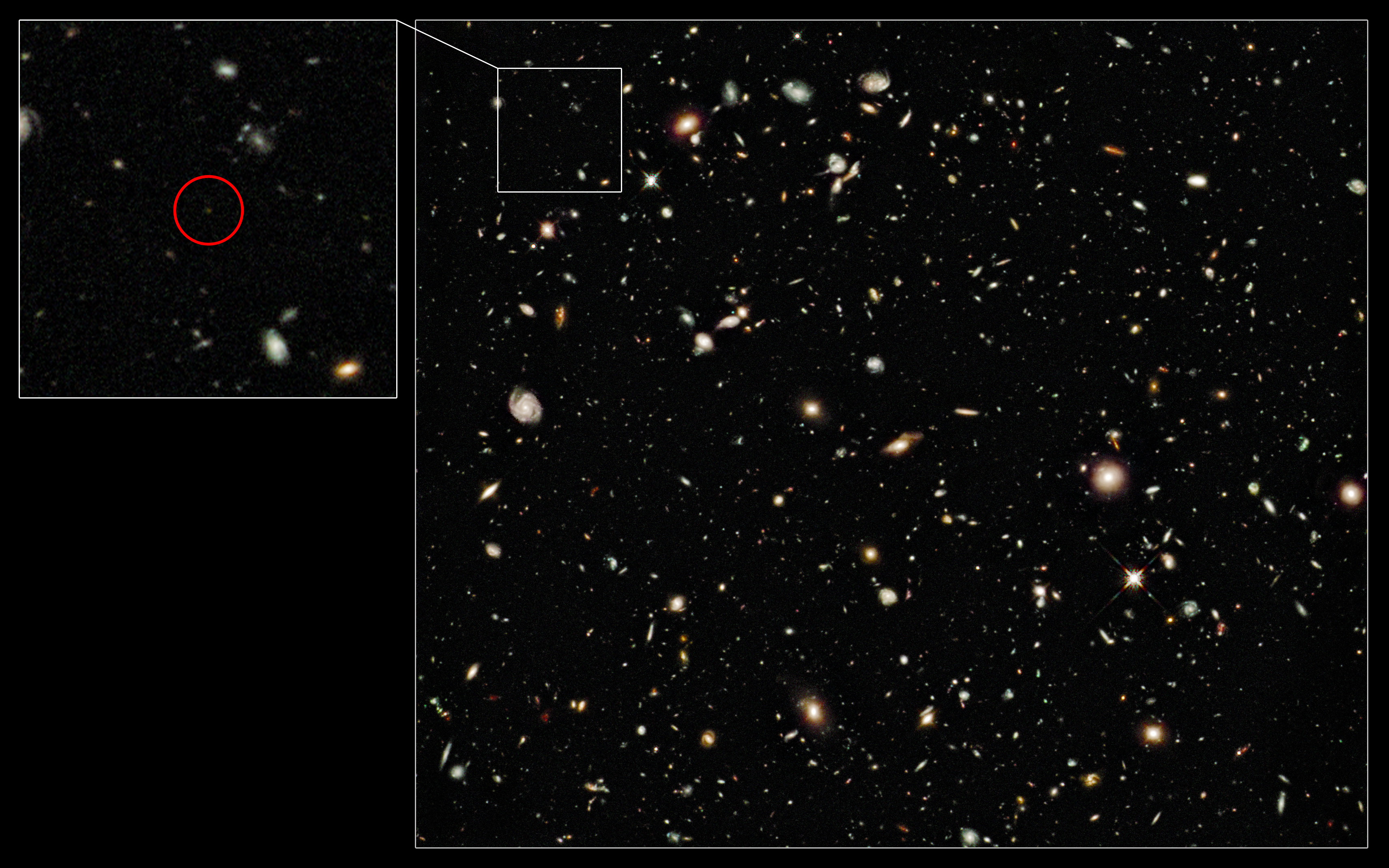
Immagine di UDFy-38135539 presa dallo Hubble Space Telescope

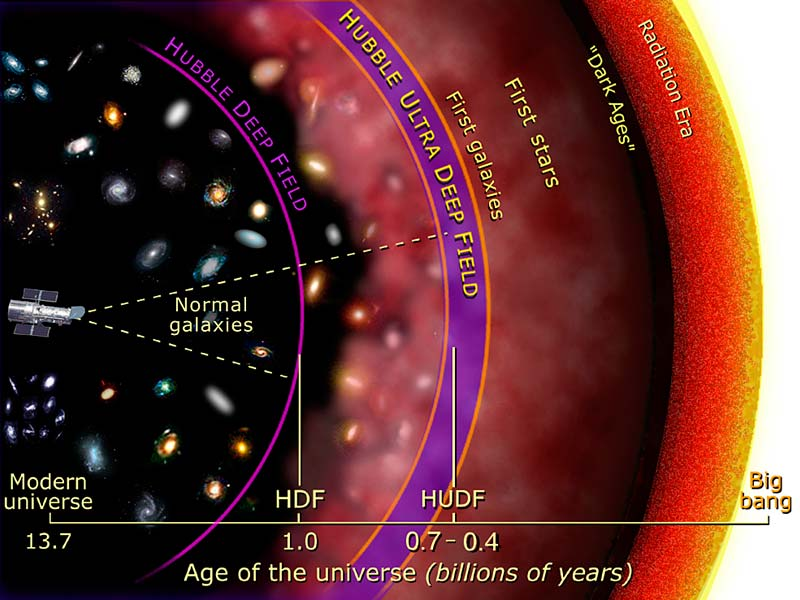
Diagramma dell'Hubble Ultra Deep Field

UDFy-38135539 è la classificazione secondo l'Hubble Ultra Deep Field (UDF) della galassia scoperta nell'ottobre 2010 alla quale venne conferito, prima della scoperta di altri oggetti più distanti, il titolo di galassia più lontana mai osservata dalla Terra.

## Scoperta
Fu scoperta nel 2009 in modo indipendente da tre gruppi di ricerca utilizzando le immagini scattate con la Ultra Deep Field camera del telescopio spaziale Hubble e identificata dai tre gruppi con le designazioni UDF-38135539 (R Bouwens et al.),  HUDF.YD3 (A Bunker et al.), e 1721 (R McLure et al.). La scoperta fu annunciata sulle riviste  Astrophysical Journal e Monthly Notices of the Royal Astronomical Society.
La sua scoperta fu dettagliata nell'articolo "Spectroscopic Confirmation of a Galaxy at Redshift z=8.6" sulla rivista Nature il 21 ottobre 2010.

Lehnert in particolare affermò che sebbene a quel momento UDFy-38135539 fosse l'oggetto più distante e più antico mai osservato (la sua formazione venne fatta risalire tra i 150 e 800 milioni di anni dopo il Big Bang), le nuove tecniche di indagine avrebbero potuto permettere permettere la scoperta di nuove galassie ancora più antiche. 
(Lehnert, M. D.)